# Olajos István
Olajos István (Székelyudvarhely, 1915. december 2. – Fejérd, 1944. október ?) erdélyi magyar festő, grafikus.

## Életútja
Félárván nevelkedett; anyja mosással, alkalmi munkával teremtette elő taníttatásának költségeit. 1934–40 között (egy év megszakítással) végezte el a Kolozsvárról Temesvárra költöztetett Szépművészeti Iskolát. Első ízben 1939-ben, majd 1941-ben a Barabás Miklós Céh fiatal művészeinek kiállításán jelentkezett. Mint a céh tagja, később is részt vett a szervezet kiállításain. 1941-ben a budapesti Műbarát, 1943-ban a kolozsvári Méhkas Diákszövetkezet tárlatain láthattak alkotásaiból. Lírai finomságú, többnyire kisméretű képei (tájak, portrék, aktok) olajban, pasztellben és akvarellben készültek. A francia posztimpresszionisták, mindenekelőtt Van Gogh művészete hatott rá. 1940–44 között a Szilágy megyei Füzesszentpéteren, illetve Kolozsváron tanított. 1944 őszén, a Maniu-gárdák garázdálkodása idején ismeretlen tettesek a fejérdi erdőben meggyilkolták. Emlékkiállítását 1993-ban szervezték meg Kolozsváron.